# Wojciech Skrodzki
Wojciech Skrodzki (ur. 7 sierpnia 1935, zm. 8 marca 2016) – polski krytyk sztuki, działacz LGBT.

## Życiorys

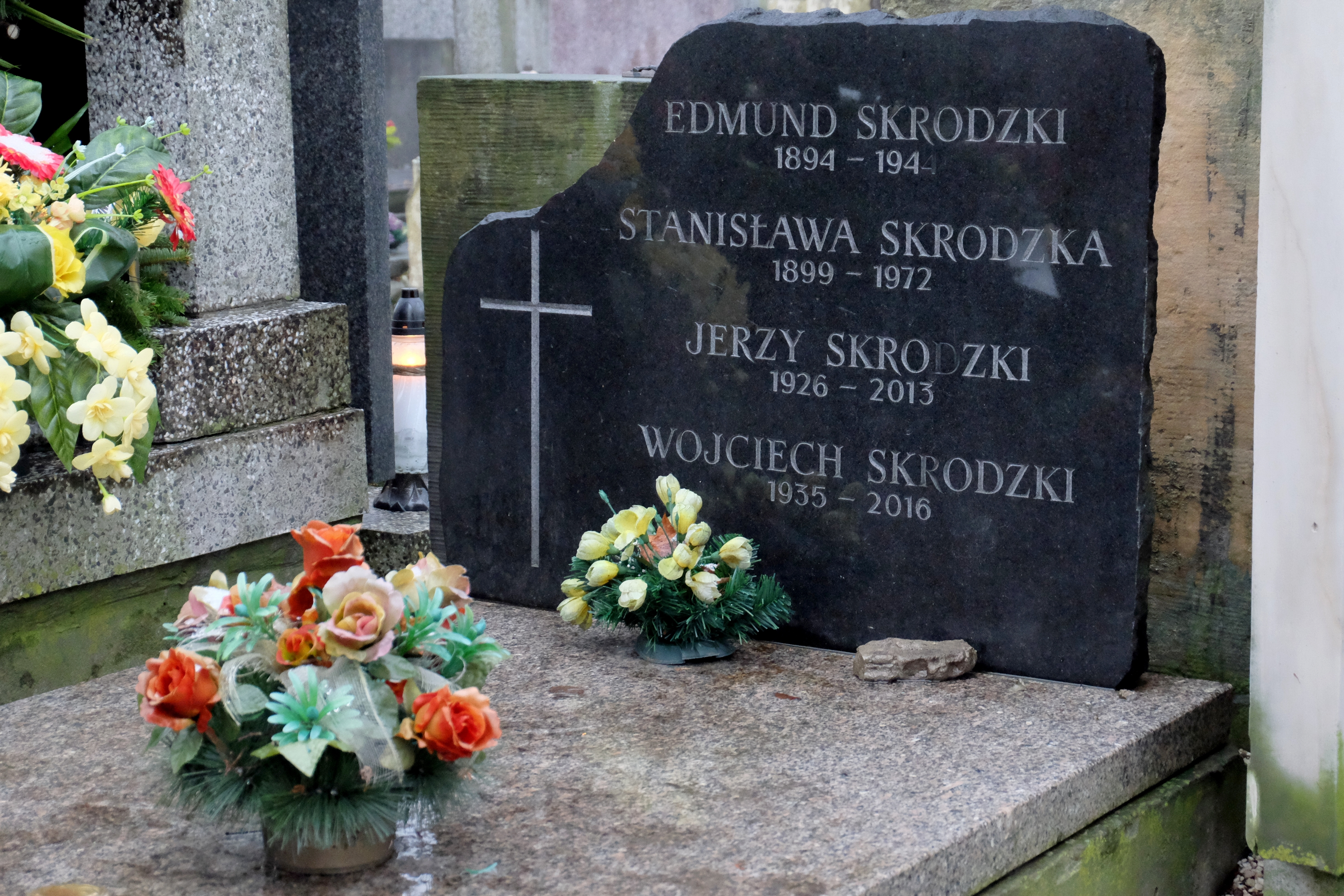
Grób Wojciecha Skrodzkiego oraz Jerzego Andrzeja Skrodzkiego na cmentarzu Bródnowskim w Warszawie

Studiował historię sztuki na Uniwersytecie Warszawskim. Jako krytyk sztuki od lat 60. XX wieku był współpracownikiem prasy krajowej w tym między innymi „Współczesności”, „Literatury” oraz „Twórczości”. Uczestnik Sympozjum Plastycznego Wrocław ’70. W latach 1966–1973 był wyznawcą buddyzmu, po czym wrócił do wyznania katolickiego. Po wprowadzeniu stanu wojennego związał się z tygodnikiem katolickim „Niedziela”, dla którego publikował do momentu przejścia na emeryturę. W latach 1991–1992 kierował redakcją dziennika „Życie Częstochowy”. W 1998 na łamach „Charakterów” ukazał się reportaż Cezarego Gawrysia, w którym Wojciech Skrodzki anonimowo opowiedział o swoim homoseksualizmie. W 2012 przystąpił do Stowarzyszenia Lambda Warszawa, gdzie pełnił między innymi funkcję członka Komisji Rewizyjnej. Wystąpił również z Kościoła Rzymskokatolickiego i związał się ze Zjednoczonym Ekumenicznym Kościołem Katolickim prowadzonym przez działacza LGBT – Szymona Niemca.

## Publikacje
- Archikatedra Świętej Rodziny w Częstochowie (Tygodnik Katolicki „Niedziela”, Czętochowa, 1996; ISBN 83-86076-30-5)
- Polska sztuka religijna 1900–1945 („Interim”, Warszawa, 1989; ISBN 83-85083-07-3)
- Wizjonerzy i mistrzowie (Towarzystwo „Więź”, Warszawa, cop. 2009; ISBN 978-83-60356-68-5)